# Max Heilmaier
Max Heilmaier, né le 19 juin 1869 à Isen et mort le 26 août 1923 à Munich, est un sculpteur et médailleur allemand.

## Biographie

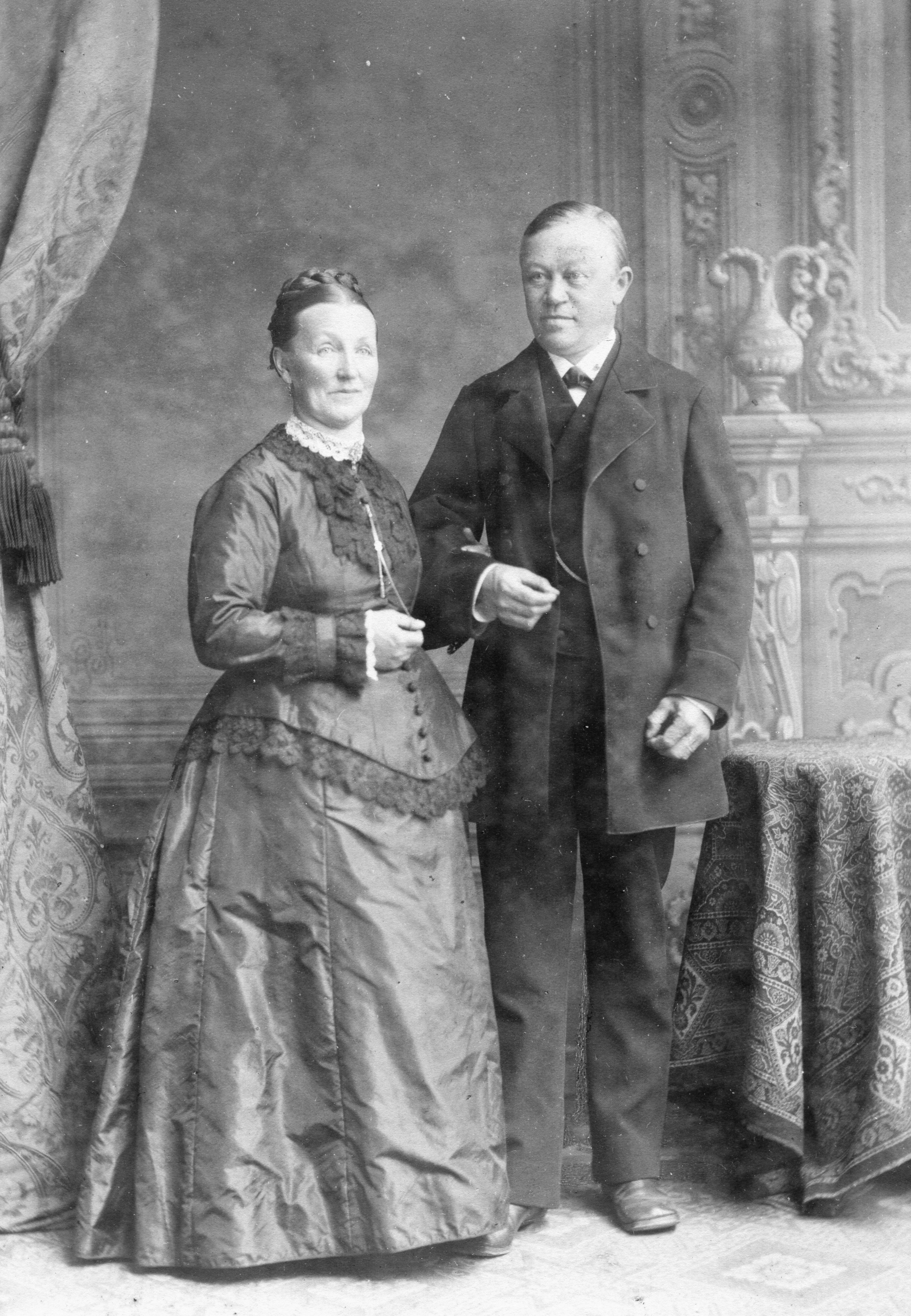
Max Heilmaier et sa mère Viktoria vers 1915.

Heilmaier, qui descend d'une vieille famille de la bourgeoisie d'Isen, commence sa formation de sculpteur à l'atelier de Jakob Bradl à Munich et y reste jusqu'à ses vingt-et-un ans. Il rencontre nombre d'artistes munichois de l'époque comme Franz Maier, Bernauer, Eberle, qui travaillent tous à l'embellissement des châteaux de Louis II de Bavière.
En 1891, il étudie à l'Académie des beaux-arts de Munich où il s'inspire de l'art naturaliste de. Il reçoit la grande médaille de l'académie en 1895.
Heilmaier se fait connaître du public avec Georg Pezold (de) et Heinrich Düll lorsqu'ils œuvrent pour le monument de la paix de Munich. Ce monument est remarqué pour son grand style et lui apporte la notoriété. Heilmaier se distingue ensuite par des petites figures dans le genre gothique allemand et se spécialise dans l'art religieux. En 1907, il est professeur à l'académie des arts décoratifs de Nuremberg. Il se fait un nom dans l'art de la médaille à partir de 1910.

## Quelques œuvres

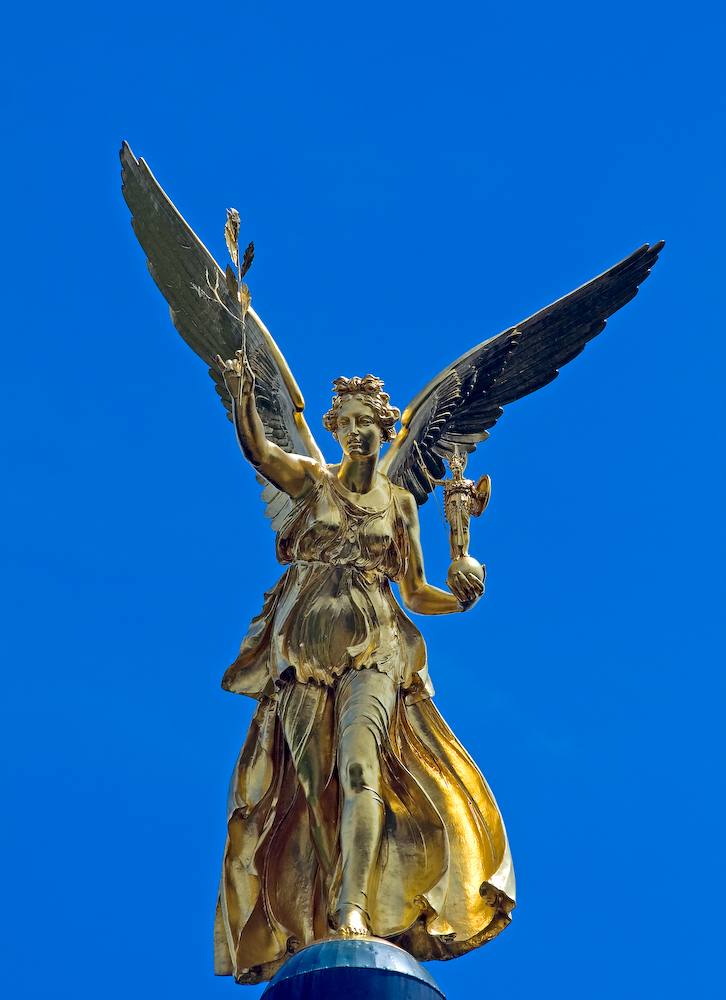
L'Ange de la paix (Munich).

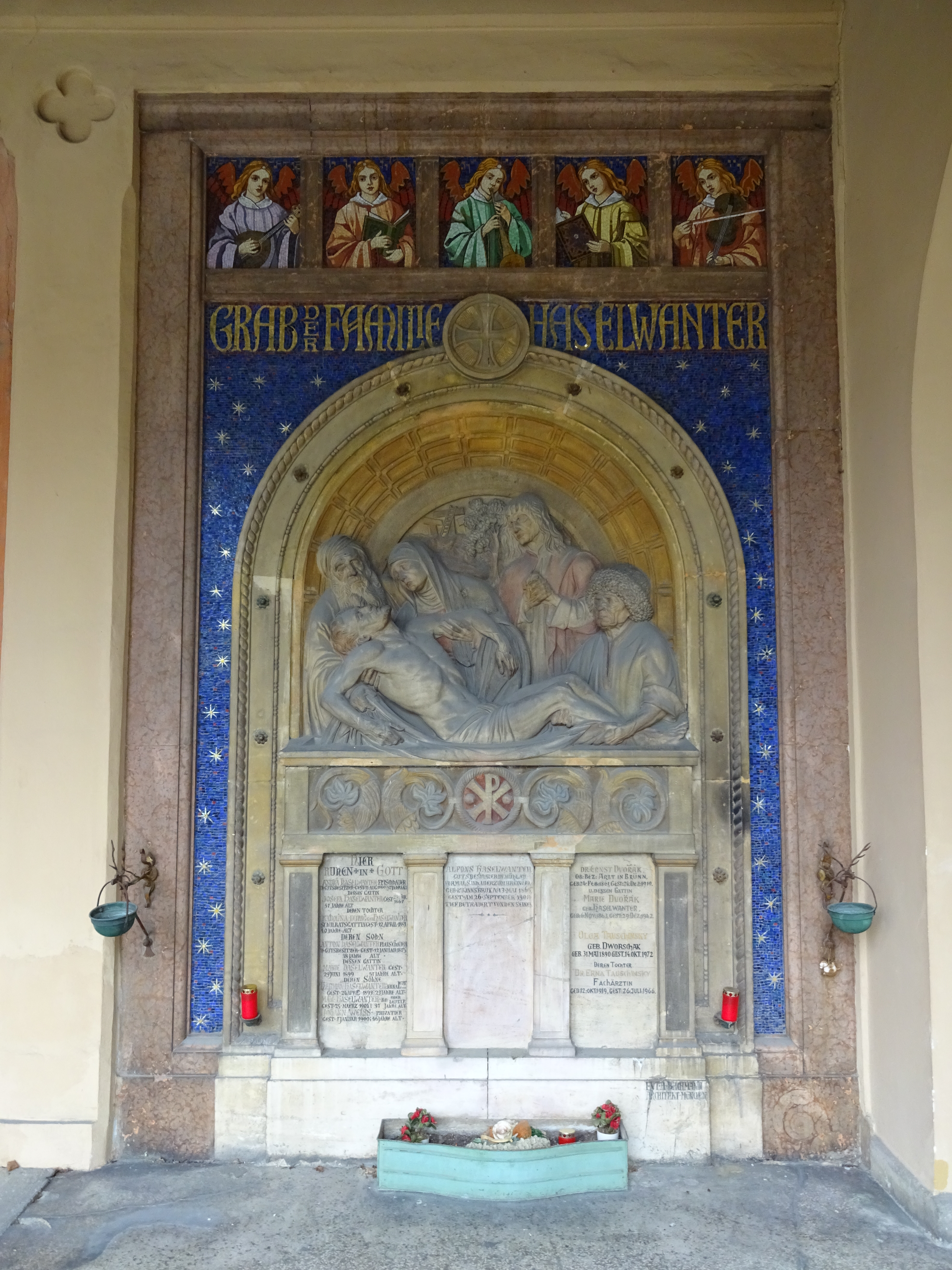
Sépulture Haselwanter.

- Eiréné à Isen, hôtel de ville en 1893 et depuis octobre 2014 au musée (de) d'Erding
- Monument de la paix à Munich (1896-1899), avec Heinrich Düll et Georg Pezold
- Lamentation du Christ, sépulture de la famille Haselwanter, cimetière de l'Ouest (de) d'Innsbruck (vers 1900)[4]
- Grotte de Lourdes à Isen (1901)
- Les Douze Apôtres à Wasserburg am Inn, église paroissiale (1902-1906)
- Prométhée à Munich, pont Maximilien-Joseph (1903)[5]
- Le Feu à Munich, pont Maximilien-Joseph (vers 1903)[5]
- Fontaine Luitpold à Deggendorf (1905-1907)
- Reliefs de la Fortune et de la Richesse à Bozen, nouvelle caisse d'épargne (1907)
- Portail, caisse d'épargne de Bozen
- Vigneron au pressoir et femme avec une corbeille de fruits, chapelle funéraire du cimetière de Meran
- Portail de l'église Saint-Antoine de Nuremberg (1910)
- Louis II de Bavière, monument à Nuremberg (1911)
- Façade du Gymnasium Melanchthon-Gymnasium de Nuremberg (1911)
- Autel de la Vierge  de la cathédrale de Metz (1914)
- Portail avec la statue de Guillaume III de Henneberg et de son épouse Marguerite au château de Mainberg (de) (1917)
- Diane au repos parc du château de Weidenkam (de) près de Münsing, lac de Starnberg
- Fontaine aux Ours château de Weidenkam